# Tim Marton

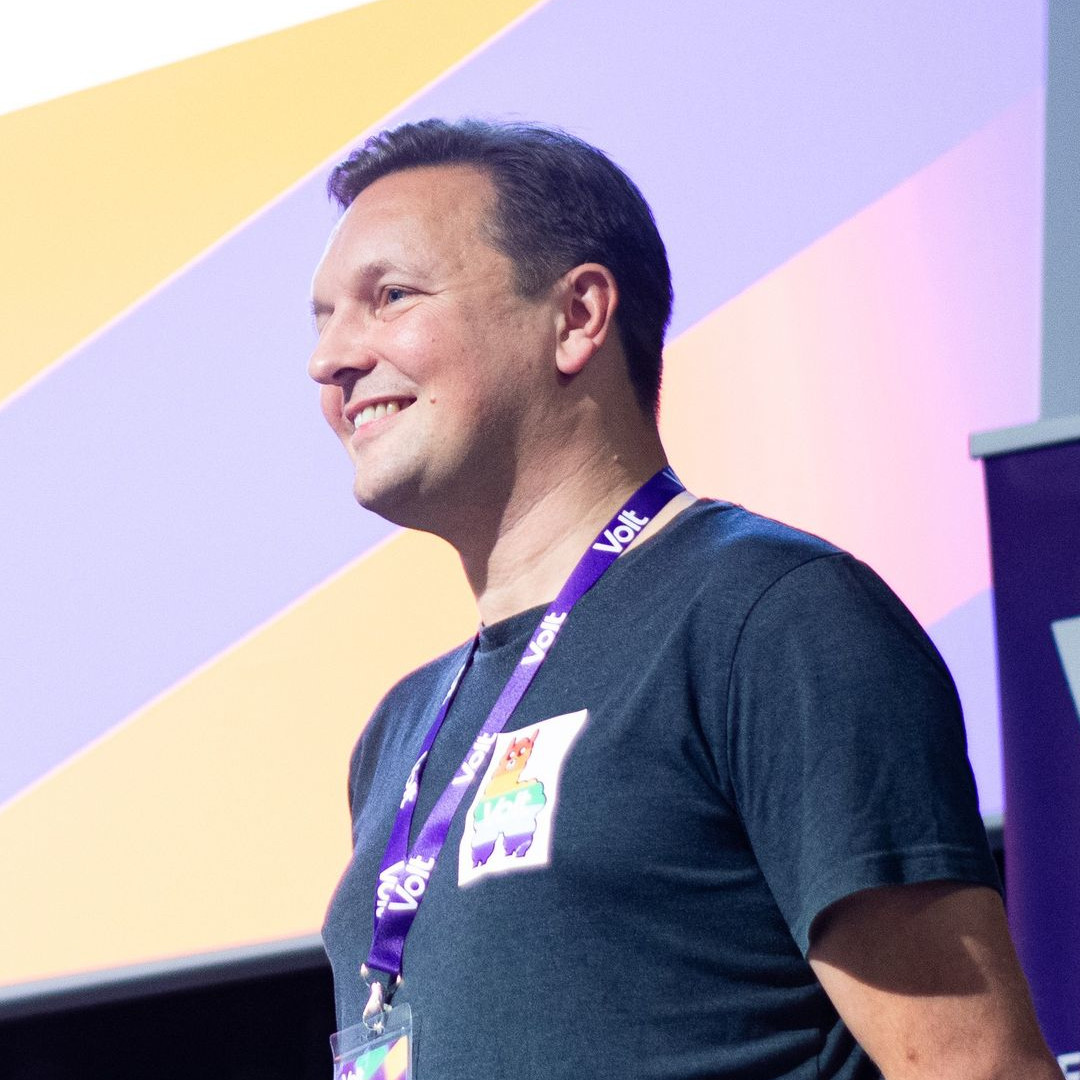
Tim Marton beim Bundesparteitag in Potsdam 2023

Tim Marton (* 1978) ist ein deutscher Politiker (Volt). Von Januar 2023 bis Dezember 2024 war er Bundesvorsitzender dieser Partei.

## Leben
Tim Marton wuchs in Neuss auf, wo er das Nelly-Sachs-Gymnasium besuchte und mit dem Abitur abschloss. Anschließend studierte er Allgemeine Sprachwissenschaften an der Heinrich-Heine-Universität in Düsseldorf. Seit seinem Studium arbeitet er dort als Sekretär und Koordinator am Institut für Linguistik derselben.
Von Oktober 2020 bis  August 2022 war er zusammen mit Elisabeth Leifgen Landesvorsitzender von Volt in Nordrhein-Westfalen. Danach führte er dieses Amt zusammen mit Lara Neumann.
Am 28. Januar 2023 wurde er auf dem 10. ordentlichen Bundesparteitag von Volt Deutschland in Potsdam zum neuen Bundesvorsitzenden gewählt. Damit übernahm er an der Seite von Rebekka Müller das Amt des bisherigen Bundesvorsitzenden Connor Geiger, der im Dezember 2022 zurückgetreten war. Am 24. Juni 2023 wurde Marton auf dem 11. Parteitag von Volt Deutschland in Braunschweig im Amt des Bundesvorsitzenden bestätigt. Gleichzeitig wurde Lara Neumann zur Co-Vorsitzenden gewählt. Am 17. März 2024 wurde die bisherige stellvertretende Vorsitzende Anna Laura Tiessen die neue Co-Bundesvorsitzende an seiner Seite. Seit dem 15. Dezember 2024 ist Eric Bischof sein Nachfolger im Amt des Co-Bundesvorsitzenden von Volt Deutschland.

## Privates
Marton wohnt in Düsseldorf.